# Dover Publications
Dover Publications (также известно как Dover Books) — американское издательство, основанное в 1941 году Хэйуордом Сэркером (англ. Hayward Cirker) и его женой, Бланш (англ. Blanche Cirker). В основном публикует переиздания, книги, которые больше не публикуются их оригинальными издателями, часто — находящиеся в общественном достоянии.
Сэркеры начали свой бизнес в 1941 году, продавая книги с распродаж по почте. Через 4 года ими была опубликована первая книга, Tables of Functions with Formulas and Curves (с англ. — «Табличные функции с формулами и графиками»). В 1950-х годах произошёл бурный рост компании из-за повышения спроса на дешёвые книги в мягкой обложке. Одним из бестселлеров компании была книга Альберта Эйнштейна The Principle of Relativity (с англ. — «Принцип относительности»), которая была опубликована несмотря на комментарий Эйнштейна о том, что она не заслуживает перепечатки.
Помимо книг на английском языке Dover Publications публиковала и иноязычные издания, такие как «Алиса в Стране чудес» в переводе Владимира Набокова. С начала 1970-х годов компания выпускает книги-раскраски. Некоторое время компания также выпускала звукозаписи в моно- и стерео-формате. По состоянию на 2000 год, каталог книг, выпущенных Dover Publications, состоял из более чем 7000 единиц.
В 2000 году основатель Dover Publications, Хэйуорд Сэркер, умер в возрасте 82 лет. В том же году компания была приобретена за 39 миллионов долларов Courier Corporation. В 2015 году Courier Corporation была приобретена компанией RR Donnelley.